# Priscilijan
Priscilijan (šp. Prisciliano), Galecija, oko 340. - Trier, 385.) je bio hispanski svećenik, odnosno biskup Avile, poznat kao začetnik učenja koje je po njemu postalo poznato kao priscilijanstvo, ali i kao prva osoba koja je pogubljena kao kršćanski heretik.
Priscilijan je, prema Sulpiciju Severu bio potomak bogate aristokratske obitelji koji se posvetio proučavanju kršćanstva, a kao biskup razvio doktrinu temeljenu na strogom asketizmu. Njegova shvaćanja stekla su široku popularnost u Hispaniji, ali su shvaćena i kao prijetnja autoritetu Crkve. Zbog toga su njegovi protivnici, biskupi Higin od Cordobe i Hidacije od Meride, od pape Damaza I. zatražili dozvolu za sabor u Zaragozi 380. tijekom koga je osuđeno Priscilijanovo učenje a on ekskomuniciran. Međutim, na Priscilijanovu stranu stali su biskupi Instancije i Salvijan. Godine 384. Instancije je svrgnut na saboru u Bordeauxu. 
Priscilijan i njegovi pristaše su se na te odluke išli žaliti papi, ali su odbijeni. Nakon smrti cara Gracijana otišli su na dvor uzurpatora Magnusa Maksima u Trieru, ali su tamo, na svoje veliko iznenađenje, uhićeni da bi potom bili pogubljeni pod lažnom optužbom za manihejstvo i magiju. Maksim je za taj čin bio potaknut političkim razlozima, odnosno nastojanjem da kao beskompromisni borac protiv heretika stekne potporu Crkve u preuzimannu vlasti. Papa Siricije, Martin Tourski i Ambrozije su, međutim, prosvjedovali protiv pogubljenja, ali isključivo iz proceduralnih razloga, navodeći kako samo Crkva ima pravo donositi takve presude.
Iako je Priscilijan pogubljen, njegovo učenje se zadržalo u Hispaniji sve do 6. stoljeća.
Godine 1999. španjolski je pisac Ramon Chao o Priscilijanu napisao biografski roman Prisciliano de Campostela.